# Municipio de Evergreen (condado de Sanilac)
El municipio de Evergreen (en inglés: Evergreen Township) es un municipio ubicado en el condado de Sanilac en el estado estadounidense de Míchigan. En el año 2010 tenía una población de 924 habitantes y una densidad poblacional de 10,05 personas por km².

## Geografía
El municipio de Evergreen se encuentra ubicado en las coordenadas 43°32′39″N 83°3′2″O / 43.54417, -83.05056. Según la Oficina del Censo de los Estados Unidos, el municipio tiene una superficie total de 91.91 km², de la cual 91,57 km² corresponden a tierra firme y (0,37 %) 0,34 km² es agua.

## Demografía
Según el censo de 2010, había 924 personas residiendo en el municipio de Evergreen. La densidad de población era de 10,05 hab./km². De los 924 habitantes, el municipio de Evergreen estaba compuesto por el 97,51 % blancos, el 0,76 % eran afroamericanos, el 0,43 % eran amerindios, el 0,32 % eran de otras razas y el 0,97 % eran de una mezcla de razas. Del total de la población el 1,73 % eran hispanos o latinos de cualquier raza.